# Thomas C. Kinkaid
Thomas Cassin Kinkaid (3 de abril de 1888 - 17 de novembro de 1972) serviu como almirante na Marinha dos Estados Unidos durante a Segunda Guerra Mundial. Ele construiu uma reputação de "almirante lutador" nas batalhas de porta-aviões de 1942 e comandou as forças aliadas na campanha das Ilhas Aleutas. Ele foi o Comandante das Forças Navais Aliadas e da Sétima Frota do General do Exército Douglas MacArthur na Área do Sudoeste do Pacífico, onde conduziu inúmeras operações anfíbias, e comandou uma frota Aliada durante a Batalha do Golfo de Leyte.